# Прато Офичозо (Ђенова)
Прато Офичозо је насеље у Италији у округу Ђенова, региону Лигурија.
Према процени из 2011. у насељу је живело 36 становника. Насеље се налази на надморској висини од 79 м.